# LHJMQ 2009/10
Die LHJMQ-Saison 2009/10 war die 41. Spielzeit der Ligue de hockey junior majeur du Québec. Die reguläre Saison begann am 10. September 2009 und endete am 14. März 2010. Die Play-offs starteten am 18. März 2010 und endeten mit dem zweiten Coupe-du-Président-Gewinn der Moncton Wildcats am 10. Mai 2010, die sich im LHJMQ-Finale gegen die Saint John Sea Dogs durchsetzten.

## Reguläre Saison

### Abschlussplatzierungen
Abkürzungen: GP = Spiele, W = Siege, L = Niederlagen, OTL = Niederlage nach Overtime bzw. Shootout, GF = Erzielte Tore, GA = Gegentore, Pts = Punkte

Erläuterungen:       = Play-off-Qualifikation,       = Division-Sieger,       = Trophée-Jean-Rougeau-Gewinner
| Division Atlantique          | GP | W  | L  | OTL | GF  | GA  | Pts |
| ---------------------------- | -- | -- | -- | --- | --- | --- | --- |
| Saint John Sea Dogs          | 68 | 53 | 12 | 3   | 309 | 187 | 109 |
| Moncton Wildcats             | 68 | 48 | 14 | 6   | 276 | 164 | 102 |
| Cape Breton Screaming Eagles | 68 | 41 | 22 | 5   | 238 | 185 | 87  |
| P.E.I. Rocket                | 68 | 35 | 25 | 8   | 215 | 224 | 78  |
| Acadie-Bathurst Titan        | 68 | 25 | 37 | 6   | 208 | 286 | 56  |
| Halifax Mooseheads           | 68 | 13 | 48 | 7   | 171 | 288 | 33  |

| Division Telus Centre    | GP | W  | L  | OTL | GF  | GA  | Pts |
| ------------------------ | -- | -- | -- | --- | --- | --- | --- |
| Drummondville Voltigeurs | 68 | 51 | 15 | 2   | 307 | 185 | 104 |
| Victoriaville Tigres     | 68 | 46 | 19 | 3   | 296 | 191 | 95  |
| Shawinigan Cataractes    | 68 | 31 | 29 | 8   | 217 | 240 | 70  |
| Lewiston MAINEiacs       | 68 | 23 | 42 | 3   | 212 | 298 | 49  |

| Division Telus Est    | GP | W  | L  | OTL | GF  | GA  | Pts |
| --------------------- | -- | -- | -- | --- | --- | --- | --- |
| Québec Remparts       | 68 | 41 | 20 | 7   | 278 | 232 | 89  |
| Rimouski Océanic      | 68 | 34 | 27 | 7   | 246 | 265 | 75  |
| Chicoutimi Saguenéens | 68 | 26 | 33 | 9   | 186 | 257 | 61  |
| Baie-Comeau Drakkar   | 68 | 21 | 40 | 7   | 187 | 297 | 49  |

| Division Telus Ouest        | GP | W  | L  | OTL | GF  | GA  | Pts |
| --------------------------- | -- | -- | -- | --- | --- | --- | --- |
| Rouyn-Noranda Huskies       | 68 | 41 | 21 | 6   | 256 | 205 | 88  |
| Montréal Junior Hockey Club | 68 | 31 | 30 | 7   | 215 | 215 | 69  |
| Gatineau Olympiques         | 68 | 30 | 33 | 5   | 213 | 217 | 65  |
| Val-d’Or Foreurs            | 68 | 22 | 38 | 8   | 202 | 296 | 52  |

### Beste Scorer
Abkürzungen: GP = Spiele, G = Tore, A = Assists, Pts = Punkte, PIM = Strafminuten; Fett: Saisonbestwert
| Spieler              | Team               | GP | G  | A  | Pts | PIM |
| -------------------- | ------------------ | -- | -- | -- | --- | --- |
| Sean Couturier       | Drummondville      | 68 | 41 | 55 | 96  | 47  |
| Nicolas Deschamps    | Chicoutimi Moncton | 64 | 39 | 57 | 96  | 40  |
| Gabriel Dumont       | Drummondville      | 62 | 51 | 42 | 93  | 127 |
| Philip-Michaël Devos | Victoriaville      | 68 | 35 | 58 | 93  | 49  |
| Luke Adam            | Cape Breton        | 56 | 49 | 41 | 90  | 75  |
| Dmitri Kugryschew    | Québec             | 66 | 29 | 58 | 87  | 52  |
| Mike Hoffman         | Saint John         | 56 | 46 | 39 | 85  | 38  |
| Felix Lefrancois     | Rimouski           | 66 | 39 | 44 | 83  | 69  |
| Michael Kirkpatrick  | Saint John         | 67 | 29 | 54 | 83  | 38  |
| Gabriel Levesque     | Rouyn-Noranda      | 67 | 24 | 58 | 82  | 16  |

### Beste Torhüter
Abkürzungen: GP = Spiele, TOI = Eiszeit (in Minuten), W = Siege, L = Niederlagen, OTL = Overtime/Shootout-Niederlagen, GA = Gegentore, SO = Shutouts, Sv% = gehaltene Schüsse (in %), GAA = Gegentorschnitt
| Spieler     | Team          | GP | TOI  | W  | L  | OTL | GA | SO | Sv%  | GAA  |
| ----------- | ------------- | -- | ---- | -- | -- | --- | -- | -- | ---- | ---- |
| Wendell Vye | P. E. I.      | 21 | 959  | 7  | 9  | 5   | 36 | 1  | 92,8 | 2,25 |
| Shane Owen  | Moncton       | 18 | 1018 | 14 | 3  | 1   | 36 | 3  | 92,5 | 2,12 |
| Jake Allen  | Drummondville | 45 | 2512 | 29 | 14 | 2   | 92 | 4  | 92,2 | 2,20 |

## Play-offs

### Play-off-Baum
|  | Division-Viertelfinale | Division-Viertelfinale       | Division-Viertelfinale |                      |                          | Division-Halbfinale | Division-Halbfinale | Division-Halbfinale |  |  | Division-Finale | Division-Finale | Division-Finale |  |  | LHJMQ-Meisterschaft | LHJMQ-Meisterschaft | LHJMQ-Meisterschaft |
|  |                        |                              |                        |                      |                          |                     |                     |                     |  |  |                 |                 |                 |  |  |                     |                     |                     |
|  | 1A                     | Saint John Sea Dogs          | 4                      |                      |                          |                     |                     |                     |  |  |                 |                 |                 |  |  |                     |                     |                     |
|  | 4A                     | P.E.I. Rocket                | 1                      |                      |                          |                     |                     |                     |  |  |                 |                 |                 |  |  |                     |                     |                     |
|  | 4A                     | P.E.I. Rocket                | 1                      | 1                    | Saint John Sea Dogs      | 4                   |                     |                     |  |  |                 |                 |                 |  |  |                     |                     |                     |
|  |                        |                              |                        | 1                    | Saint John Sea Dogs      | 4                   |                     |                     |  |  |                 |                 |                 |  |  |                     |                     |                     |
|  |                        |                              | 12                     | Gatineau Olympiques  | 0                        |                     |                     |                     |  |  |                 |                 |                 |  |  |                     |                     |                     |
|  | 2O                     | Montréal Junior Hockey Club  | 12                     | Gatineau Olympiques  | 0                        | 3                   |                     |                     |  |  |                 |                 |                 |  |  |                     |                     |                     |
|  | 2O                     | Montréal Junior Hockey Club  |                        |                      |                          | 3                   |                     |                     |  |  |                 |                 |                 |  |  |                     |                     |                     |
|  | 3O                     | Olympiques de Gatineau       | 4                      |                      |                          |                     |                     |                     |  |  |                 |                 |                 |  |  |                     |                     |                     |
|  | 3O                     | Olympiques de Gatineau       | 4                      | 1                    | Saint John Sea Dogs      | 4                   |                     |                     |  |  |                 |                 |                 |  |  |                     |                     |                     |
|  |                        |                              |                        | 1                    | Saint John Sea Dogs      | 4                   |                     |                     |  |  |                 |                 |                 |  |  |                     |                     |                     |
|  |                        | 6                            | Victoriaville Tigres   | 2                    |                          |                     |                     |                     |  |  |                 |                 |                 |  |  |                     |                     |                     |
|  | 1E                     | 6                            | Victoriaville Tigres   | 2                    | Québec Remparts          | 4                   |                     |                     |  |  |                 |                 |                 |  |  |                     |                     |                     |
|  | 1E                     |                              |                        |                      | Québec Remparts          | 4                   |                     |                     |  |  |                 |                 |                 |  |  |                     |                     |                     |
|  | 5A                     | Acadie-Bathurst Titan        | 1                      |                      |                          |                     |                     |                     |  |  |                 |                 |                 |  |  |                     |                     |                     |
|  | 5A                     | Acadie-Bathurst Titan        | 1                      | 3                    | Québec Remparts          | 0                   |                     |                     |  |  |                 |                 |                 |  |  |                     |                     |                     |
|  |                        |                              |                        | 3                    | Québec Remparts          | 0                   |                     |                     |  |  |                 |                 |                 |  |  |                     |                     |                     |
|  |                        |                              | 6                      | Victoriaville Tigres | 4                        |                     |                     |                     |  |  |                 |                 |                 |  |  |                     |                     |                     |
|  | 2C                     | Victoriaville Tigres         | 6                      | Victoriaville Tigres | 4                        | 4                   |                     |                     |  |  |                 |                 |                 |  |  |                     |                     |                     |
|  | 2C                     | Victoriaville Tigres         |                        |                      |                          |                     |                     |                     |  |  |                 |                 |                 |  |  |                     |                     |                     |
|  | 3C                     | Shawinigan Cataractes        | 2                      |                      |                          |                     |                     |                     |  |  |                 |                 |                 |  |  |                     |                     |                     |
|  | 3C                     | Shawinigan Cataractes        | 2                      | 1                    | Saint John Sea Dogs      | 2                   |                     |                     |  |  |                 |                 |                 |  |  |                     |                     |                     |
|  |                        |                              |                        |                      |                          |                     |                     |                     |  |  |                 |                 |                 |  |  |                     |                     |                     |
|  |                        | 5                            | Moncton Wildcats       | 4                    |                          |                     |                     |                     |  |  |                 |                 |                 |  |  |                     |                     |                     |
|  | 1C                     | 5                            | Moncton Wildcats       | 4                    | Drummondville Voltigeurs | 4                   |                     |                     |  |  |                 |                 |                 |  |  |                     |                     |                     |
|  | 1C                     |                              |                        |                      | Drummondville Voltigeurs | 4                   |                     |                     |  |  |                 |                 |                 |  |  |                     |                     |                     |
|  | 4C                     | Lewiston MAINEiacs           | 0                      |                      |                          |                     |                     |                     |  |  |                 |                 |                 |  |  |                     |                     |                     |
|  | 4C                     | Lewiston MAINEiacs           | 0                      | 2                    | Drummondville Voltigeurs | 4                   |                     |                     |  |  |                 |                 |                 |  |  |                     |                     |                     |
|  |                        |                              |                        | 2                    | Drummondville Voltigeurs | 4                   |                     |                     |  |  |                 |                 |                 |  |  |                     |                     |                     |
|  |                        |                              | 9                      | Rimouski Océanic     | 1                        |                     |                     |                     |  |  |                 |                 |                 |  |  |                     |                     |                     |
|  | 2E                     | Rimouski Océanic             | 9                      | Rimouski Océanic     | 1                        | 4                   |                     |                     |  |  |                 |                 |                 |  |  |                     |                     |                     |
|  | 2E                     | Rimouski Océanic             |                        |                      |                          | 4                   |                     |                     |  |  |                 |                 |                 |  |  |                     |                     |                     |
|  | 3E                     | Chicoutimi Saguenéens        | 3                      |                      |                          |                     |                     |                     |  |  |                 |                 |                 |  |  |                     |                     |                     |
|  | 3E                     | Chicoutimi Saguenéens        | 3                      | 2                    | Drummondville Voltigeurs | 1                   |                     |                     |  |  |                 |                 |                 |  |  |                     |                     |                     |
|  |                        |                              |                        | 2                    | Drummondville Voltigeurs | 1                   |                     |                     |  |  |                 |                 |                 |  |  |                     |                     |                     |
|  |                        | 5                            | Moncton Wildcats       | 4                    |                          |                     |                     |                     |  |  |                 |                 |                 |  |  |                     |                     |                     |
|  | 1O                     | 5                            | Moncton Wildcats       | 4                    | Rouyn-Noranda Huskies    | 4                   |                     |                     |  |  |                 |                 |                 |  |  |                     |                     |                     |
|  | 1O                     |                              |                        |                      |                          |                     |                     |                     |  |  |                 |                 |                 |  |  |                     |                     |                     |
|  | 4O                     | Val-d’Or Foreurs             | 2                      |                      |                          |                     |                     |                     |  |  |                 |                 |                 |  |  |                     |                     |                     |
|  | 4O                     | Val-d’Or Foreurs             | 2                      | 4                    | Rouyn-Noranda Huskies    | 1                   |                     |                     |  |  |                 |                 |                 |  |  |                     |                     |                     |
|  |                        |                              |                        | 4                    | Rouyn-Noranda Huskies    | 1                   |                     |                     |  |  |                 |                 |                 |  |  |                     |                     |                     |
|  |                        |                              | 5                      | Moncton Wildcats     | 4                        |                     |                     |                     |  |  |                 |                 |                 |  |  |                     |                     |                     |
|  | 2A                     | Moncton Wildcats             | 5                      | Moncton Wildcats     | 4                        | 4                   |                     |                     |  |  |                 |                 |                 |  |  |                     |                     |                     |
|  | 2A                     | Moncton Wildcats             |                        |                      |                          |                     |                     |                     |  |  |                 |                 |                 |  |  |                     |                     |                     |
|  | 3A                     | Cape Breton Screaming Eagles | 1                      |                      |                          |                     |                     |                     |  |  |                 |                 |                 |  |  |                     |                     |                     |

### Coupe-du-Président-Sieger
| Coupe-du-Président-Sieger Moncton Wildcats | Torhüter: Shane Owen, Nicola Riopel Verteidiger: Mark Barberio, Patrick Downe, Brandon Gormley, Simon Jodoin, Alex MacDonald, Spencer Metcalfe, David Savard, Alex Wall Angreifer: Gabriel Bourque, Scott Brannon, Randy Cameron, Nicolas Deschamps, Tyler Howe, Marek Hrivík, Kirill Kabanow, Devon MacAusland, Cole MacMillan, Daniel Pettersson, Andrew Roski, Alex Saulnier, Allain Saulnier, Ted Stephens, Kelsey Tessier, Scott Trask Cheftrainer: Danny Flynn General Manager: |

### Beste Scorer
Abkürzungen: GP = Spiele, G = Tore, A = Assists, Pts = Punkte, PIM = Strafminuten; Fett: Saisonbestwert
| Spieler              | Team          | GP | G  | A  | Pts | PIM |
| -------------------- | ------------- | -- | -- | -- | --- | --- |
| Michael Kirkpatrick  | Saint John    | 21 | 15 | 16 | 31  | 30  |
| Kelsey Tessier       | Moncton       | 21 | 14 | 16 | 30  | 14  |
| Gabriel Bourque      | Moncton       | 21 | 19 | 10 | 29  | 18  |
| Nick Petersen        | Saint John    | 21 | 7  | 21 | 28  | 14  |
| Mike Hoffman         | Saint John    | 21 | 11 | 13 | 24  | 23  |
| Philip-Michaël Devos | Victoriaville | 16 | 9  | 15 | 24  | 12  |
| Mark Barberio        | Moncton       | 21 | 5  | 17 | 22  | 12  |
| Randy Cameron        | Moncton       | 21 | 13 | 8  | 21  | 8   |
| Gabriel Dumont       | Drummondville | 14 | 11 | 10 | 21  | 19  |
| Chris DiDomenico     | Drummondville | 14 | 7  | 14 | 21  | 18  |

### Beste Torhüter
Abkürzungen: GP = Spiele, TOI = Eiszeit (in Minuten), W = Siege, L = Niederlagen, OTL = Overtime/Shootout-Niederlagen, GA = Gegentore, SO = Shutouts, Sv% = gehaltene Schüsse (in %), GAA = Gegentorschnitt
| Spieler         | Team          | GP | TOI  | W  | L | GA | SO | Sv%  | GAA  |
| --------------- | ------------- | -- | ---- | -- | - | -- | -- | ---- | ---- |
| Nicola Riopel   | Moncton       | 21 | 1291 | 16 | 4 | 46 | 3  | 93,0 | 2,14 |
| Kevin Poulin    | Victoriaville | 16 | 971  | 10 | 6 | 46 | 0  | 91,8 | 2,84 |
| Marco Cousineau | Saint John    | 21 | 1222 | 14 | 7 | 57 | 2  | 91,1 | 2,80 |

## Auszeichnungen

### All-Star-Teams
| First All-Star-Team |                                           |
| Angriff:            | Mike Hoffman – Luke Adam – Gabriel Dumont |
| Verteidigung:       | David Savard – Joël Chouinard             |
| Tor:                | Jake Allen                                |

| Second All-Star-Team |                                                    |
| Angriff:             | Nicolas Deschamps – Sean Couturier – Nick Petersen |
| Verteidigung:        | Brandon Gormley – Mark Barberio                    |
| Tor:                 | Kevin Poulin                                       |

### All-Rookie-Team
| All-Rookie-Team |                                                     |
| Angriff:        | Stanislaw Galijew – Alexandre Comtois – Petr Straka |
| Verteidigung:   | Adam Polasek – Xavier Ouellet                       |
| Tor:            | Robin Gusse                                         |

### Vergebene Trophäen
| Auszeichnung            | Auszeichnung           | Team                         |
| ----------------------- | ---------------------- | ---------------------------- |
| Coupe du Président      | Coupe du Président     | Moncton Wildcats             |
| Trophée Jean Rougeau    | Trophée Jean Rougeau   | Saint John Sea Dogs          |
| Trophée Luc Robitaille  | Trophée Luc Robitaille | Saint John Sea Dogs          |
| Trophée Robert LeBel    | Trophée Robert LeBel   | Moncton Wildcats             |
| Auszeichnung            | Spieler                | Team                         |
| Trophée Michel Brière   | Mike Hoffman           | Saint John Sea Dogs          |
| Trophée Jean Béliveau   | Sean Couturier         | Drummondville Voltigeurs     |
| Trophée Guy Lafleur     | Gabriel Bourque        | Moncton Wildcats             |
| Trophée Jacques Plante  | Jake Allen             | Drummondville Voltigeurs     |
| Trophée Guy Carbonneau  | Gabriel Dumont         | Drummondville Voltigeurs     |
| Trophée Émile Bouchard  | David Savard           | Moncton Wildcats             |
| Trophée Kevin Lowe      | David Savard           | Moncton Wildcats             |
| Trophée Michael Bossy   | Brandon Gormley        | Moncton Wildcats             |
| Coupe RDS               | Petr Straka            | Rimouski Océanic             |
| Trophée Michel Bergeron | Petr Straka            | Rimouski Océanic             |
| Trophée Raymond Lagacé  | Robin Gusse            | Chicoutimi Saguenéens        |
| Trophée Frank J. Selke  | Mike Hoffman           | Saint John Sea Dogs          |
| Plaque Karcher          | Nick MacNeil           | Cape Breton Screaming Eagles |
| Trophée Marcel Robert   | Dominic Jalbert        | Chicoutimi Saguenéens        |
| Trophée Paul Dumont     | Joël Chouinard         | Victoriaville Tigres         |
| Trophée Ron Lapointe    | Gerard Gallant         | Saint John Sea Dogs          |
| Trophée Maurice Filion  | Dominic Ricard         | Drummondville Voltigeurs     |
| Trophée John Horman     | Kent Hudson            | P.E.I. Rocket                |
| Trophée Jean Sawyer     | Vicky Côté             | Drummondville Voltigeurs     |